# Андрена краснотелая
Андрена краснотелая (лат. Andrena rufizona) — вид пчёл рода Andrena из семейства Andrenidae. Европа, Испания, Франция, Швейцария, Германия, Италия, Австрия, Чешская Республика, Польша, Болгария, Россия, Грузия, Турция.

## Описание
Длина около 1 см. От близких видов отличается следующими признаками: метасома с красными отметинами, обычно ограниченными вторым и третьим тергитами (T2—3); мезонотум с короткими чешуйковидными коричнево-серыми волосками. Задняя поверхность заднего бедра с продольным рядом шипов или зубцов. В СССР отмечался на юго-западе европейской части, Кавказе и Башкирии. На Пиренейском полуострове ассоциирован с растениями рода Колокольчик (Campanulaceae).